# 649
649 је била проста година.

## Догађаји
- Википедија:Непознат датум — Свети Мартин исповедник је постао папа Римски.

- Византијско-арапски ратови: Арапске поморске снаге под командом Абдулаха ибн Сада освајају Кипар, пљачкајући престоницу Констанцију  након кратке опсаде и пљачкајући остатак острва. Кипрани се слажу да плаћају исти приход као и цару Констансу II.
- Констанс II наређује Олимпију, егзарху Равенског егзархата, да ухапси папу Мартина I на основу наводних разлога да избор папе није поднет цару на одобрење, већ због тога што је Латерански сабор из 649. године осудио монотелитизам и Констансов Типос. Алимпије покушава да добије подршку грађана Рима и епископа, са мало успеха.
- Муавија ибн Аби Суфјан, гувернер Сирије, развија арапску морнарицу на Леванту и користи је да се супротстави Византијском царству у Егејском мору. У њему раде хришћански, коптски и сиријски хришћански монофизити као морнари.
- Хиндасвинт, на наговор епископа Браулија из Сарагосе, потврђује свог сина Рекесвинта за сувладара Визиготског краљевства.
- 19. јануар – Танг кампања против Куче се завршава након што су се снаге Куче предале, након 40-дневне опсаде коју је предводио генерал Ашина Шер, успостављајући кинеску контролу над северним Таримским басеном (Сињианг).
- 16. јун - Генерал Ванг Сјуанце командује комбинованом кинеском, непалском и тибетанском експедицијом у Индију. Он на крају добија битку и добија будистичку реликвију.
- 10. јул – Цар Таизонг умире после 23-годишње владавине, у којој је обновио цивилну управу у Кини. Наследио га је син Гаозонг, стар 20 година, који постаје владар династије Танг.
- Цар Котоку је Сога но Кураиамада оптужио за издају. Он се дави у храму Јамада-дера. Остали рођаци клана Сога су заробљени и погубљени.
- 14. мај – Папа Теодор I умире после 7-годишње владавине, у којој је показао великодушност према сиромашнима. Њега 5. јула наслеђује папа Мартин I као 74. римски епископ.
- 5. октобар – Почиње Латерански сабор 649. године, који је сазвао папа Теодор, а наставио папа Мартин. Сабор оштро осуђује монотелитизам и Типос цара Констанса II.